# Свети Архангел Михаил (Ужок)
„Свети Архангел Михаил“ (на украински: Церква Святого Архангела Михайла, Михайлівська церква) е дървена църква на Мукачевската и Ужгородска епархия на Украинската православна църква (Московска патриаршия) в село Ужок, Великоберезнянски район на Закарпатска област.

## История
Църквата е разположена по горното течение на река Уж и принадлежи към бойковския стил.
Според легендата в древни времена Ужок е голямо селище със седем воденици, но след чумната епидемия в Европа, в него е останал само един човек. Нови заселници идват от съседните галицки села Гнилая, Яворов, Сянки. Църквата е построена от майсторите Павел Тонов от съседното село Битля и Иван Циганин от село Тихий. Строителите приключват работата на 11 юни 1745 година.
В близост до църквата има класическа верховинска дървена камбанария, квадратна по план, двуетажна, покрита с четирискатна палатка, построена през 1927 година. По време на Първата световна война австрийското правителство реквизира камбаните за военни цели.
Църквата Ужок е изключително популярна. Снимките ѝ са отпечатвани многократно в периодични издания, книги и брошури. Много закарпатски художници ѝ посвещават свои платна, нейният образ украсява епископския параклис и параклиса на учителската семинария в Ужгород.
На 21 юни 2013 г., на 37-ата сесия на Комитета за световно наследство на ЮНЕСКО, проведена в Камбоджа, църквата „Свети Михаил“, заедно с други дървени църкви от Карпатския регион в Полша и Украйна, е включена в Световния списък на ЮНЕСКО Списък на наследството

## Архитектура
Храмът на Архангел Михаил е паметник на бойковския архитектурен стил.
Външно църквата „Св. Михаил“ е проста и непретенциозна. Храмът е лишен от изострени външни декорации и детайли.
|                        |                                    |                         |                                   |
| Изглед отляво. 2007 г. | Изглед от предната страна. 2002 г. | Изглед отдясно. 2007 г. | Изглед от задната страна. 2012 г. |